# Gare de Saint-Antoine-de-Breuilh
Gare de Saint-Antoine-de-Breuilh vasútállomás Franciaországban, Saint-Antoine-de-Breuilh településen.

## Vasútvonalak
Az állomást az alábbi vasútvonalak érintik:
- Libourne-Buisson-vasútvonal

## Kapcsolódó állomások
A vasútállomáshoz az alábbi állomások vannak a legközelebb:
- Gare de Vélines
- Gare de Sainte-Foy-la-Grande